# Menzel Abderrahmane
Menzel Abderrahmane (arabe : منزل عبد الرحمان) est une ville située à une soixantaine de kilomètres au nord de Tunis, sur la rive nord du lac de Bizerte. Elle fait partie de l'agglomération de Bizerte dont elle n'est séparée que de quelques kilomètres.
Rattachée au gouvernorat de Bizerte, elle appartient à la délégation de Menzel Jemil et constitue une municipalité comptant 19 078 habitants en 2014.

## Histoire
La ville aurait été fondée dans la deuxième moitié du Xe siècle par les Omeyyades mais présente historiquement des traces préhistoriques et témoigne du passage des Andalous, des Siciliens et des Ottomans à partir du XVe siècle.

## Démographie
En plus de sa population de quelque 19 000 habitants, Menzel Abderrahmane compte une importante communauté à l'étranger.

## Économie
La ville de Menzel Abderrahmane est connue par son activité de pêche. En effet, elle possède le seul port du lac de Bizerte, réalisé en 1995. La flottille de pêche compte 181 barques côtières.
Toutefois, l'activité principale de la ville avec près de 40 % de la population active est l'industrie, notamment l'industrie textile et la mise en valeur de l'huile d'olive.

## Éducation
La ville de Menzel Abderrahmane compte trois écoles primaires (Assad Ibn Al Fourat, Ibn Rachiq et 2-Mars) ; la dernière est transformée en collège vu le nombre des élèves en baisse continue, résultat du planning familial appliqué en Tunisie. La ville compte également un lycée de l'enseignement secondaire, le lycée Le Canal, à un kilomètre environ du centre-ville, à proximité du canal de Bizerte, et qui accueille aussi des élèves de la ville voisine de Zarzouna, Menzel Jemil, Ras Jebel et bien d'autres.
Une maison des jeunes encadre les plus jeunes et organise des activités culturelles et socioéducatives. Menzel Abderrahmane abrite aussi diverses associations.
Un important campus universitaire a été réalisé, les travaux de la première tranche ayant démarré en janvier 2004, sur un site de près d'une centaine d'hectares, à proximité immédiate du lac de Bizerte et de la ville de Menzel Jemil et jouxtant l'autoroute A4. L'ensemble consiste en la construction d'un Institut supérieur des études technologiques, d'un technopole technologique d'un foyer universitaire de 1 200 lits et d'un restaurant de 1 500 places. Le coût global des différentes composantes a été estimé à 35,2 millions de dinars. Quant à la deuxième tranche, elle comprend un institut supérieur de commerce et de comptabilité et une école nationale d'ingénieurs.
Dans le cadre de cette opération de grande envergure, la ville de Menzel Abderrahmane bénéficie d'une réhabilitation urbaine importante avec le réaménagement complet de l'entrée de la ville, des espaces publics et du siège de la municipalité.

## Sport
L'équipe locale de football, la Vague sportive de Menzel Abderrahmane, est fondée en 1963 et joue en troisième division depuis 2010.
La ville dispose d'un stade situé sur l'avenue principale, à quelques mètres du siège de la municipalité ; il porte le nom de Hamaied Moujahed.